# Chimes of Freedom (Bob Dylan)
Chimes of Freedom è una canzone di Bob Dylan, pubblicata nell'album Another Side of Bob Dylan nel 1964.
La canzone è stata reinterpretata da diversi artisti tra cui Joan Baez, The Byrds, Roger McGuinn, Martyn Joseph, The Axis of Justice, The West Coast Pop Art Experimental Band, X, Bruce Springsteen.

## Storia
Questo brano non rientra nelle classiche canzoni di protesta di Bob Dylan che la inserì appunto in un album che segnava una sorta di passaggio di genere: dalla canzone chiaramente protestataria, appunto, dei primi lavori ad una ricerca più introspettiva ed enigmatica sotto il profilo strettamente poetico dei versi.
In questo caso, il testo risulta particolarmente complesso e ricco di metafore e simbolismi, come peraltro accade in quasi tutte le altre canzoni che compongono l'album Another Side of Bob Dylan.
All'interno della raccolta, il brano costituisce quindi una specie di eccezione con l'adozione di uno stile poetico simile a quello ricercato per le composizioni più solenni e profetiche.

## Poetica
In effetti, la canzone risulta più rivolta alla poesia pura che all'inno politico. Molto vicina in questo senso, anche nella ripartizione strofica, a A Hard Rain's A-Gonna Fall (contenuta nell'album The Freewheelin' Bob Dylan).
L'analisi musicale rivela invece una melodia molto spezzata e irregolare, sebbene rigorosamente ripetuta ogni strofa, dovuta sia al progressivo avvicinamento dell'artista a ritmi rock sia alla natura eterogenea e irregolare dell'argomento trattato.
Le campane della libertà del titolo forniscono un leitmotiv per un testo che parla di libertà solo nel refrain che costituisce appunto il titolo del brano.
È significativo, però, notare che tali campane lampeggino (flashin') prima di rintoccare: una sinestesia che rimanda ad una sorta di visione estatica.
Ogni strofa si chiude con il verso and we gazed upon / the chimes of freedom flashin', come se i vari personaggi della canzone - persi fra tempeste, cattedrali oscure, muri che si restringono, fantasie di lampi terribili - si fermassero estatici a contemplare il sole riflesso sulle campane della libertà, lontane all'orizzonte.
Di queste campane non è dato sapere molto: Dylan aggiunge in ciascuna strofa solo qualche indicazione in merito ai dedicatari del suono delle campane che sono, di volta in volta: 
Ogni strofa si apre con tali descrizioni che riprendono il topos del luogo ostile e oscuro, per poi alzare lo sguardo alle campane e, da là, come dalla vetta di una montagna appena scalata, rivolgersi ai diseredati che ascoltano il suono delle campane.
Nell'ultima strofa, in un verso quasi nascosto dagli altri più imponenti, Dylan rivela che però le campane hanno smesso di suonare (we listened one last time / and we watch with one last look (…) till the tolling ended).